# Bad- och societetshuset i Hjo

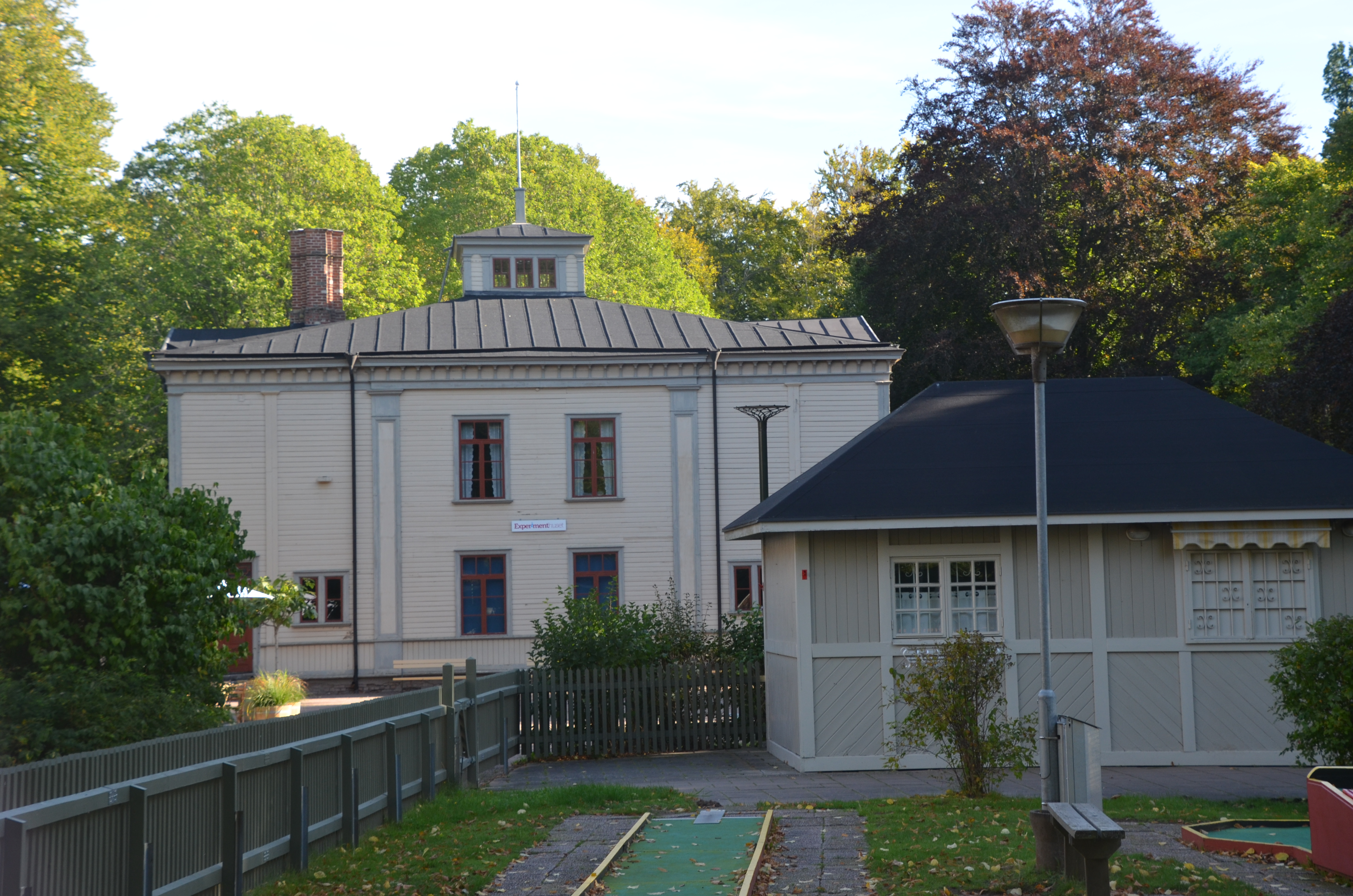
Bad- och societetshuset i Hjo med Eirapaviljongen till höger.

Bad- och societetshuset i Hjo var ett varmbadhus och societetshus i Hjo, som uppfördes 1877–78. Det ritades och byggdes av byggmästaren Anders Pettersson i Värsås, som tidigare hade svarat för en liknande anläggning – Mössebergs Kuranstalt i Falköping.
Bad- och societetshuset var den första byggnaden i Hjo Vattenkuranstalt i nuvarande Hjo stadspark. Det placerades med en utsträckt front mot Vättern, med rymliga täckta verandor och balkonger utefter den östra fasaden. I huset fanns en badinrättning och också sällskapssalonger för musik- och teateraftnar. Huset var i klassicistisk stil och symmetriskt uppbyggt med en två våningar hög mittdel med flyglar och en bakre utbyggnad. I bottenplanet fanns rum för olika slags varm- och kall bad som tallbarrsbad, gyttjebad, tjärbad och svavelbad. En flygel användes för första klass bad och den andra för andra klass bad.
Kvar av byggnaden idag finns mittpartiet.
Restaurang Bellevue brann ned 1932, vilket blev början till slutet för Hjo Vattenkuranstalt. År 1935 köpte Hjo stad anläggningen, vilken lades ned året därpå. Efter nedläggningen revs flyglarna och de stora verandorna i början av 1940-talet, varefter byggnaden fick det utseende den har idag. Inne i huset finns kvar en tidstypisk sällskapssalong på övre våningen. I början av 2000-talet har delar av den centrala verandan och balkongen återuppbyggts.

## Användning idag
Föreningen Experimentlustan har under ett antal sommarsäsonger drivit "Experimenthuset" i lokalerna, en verksamhet med fysikaliska experiment för barn och ungdom.